# Sudica
Sudica (mađ. Szőgy) je selo na sjevernom dijelu istočne polovine Mađarske. Uz granicu s Peštanskom županijom, sjeverno od hrvatskog prstena naselja. Sudički je hrvatski toponim zabilježio Živko Mandić u podunavskom selu Senandriji.